# Пельгжимка (гмина)
Пельгжимка (пол. Pielgrzymka) — сельская гмина (волость) в Польше, входит как административная единица в Злоторыйский повет, Нижнесилезское воеводство. Население 4802 человека (на 2004 год).

## Демография
| Перепись                       | Всего   | Всего | Женщины | Женщины | Мужчины | Мужчины |
| ------------------------------ | ------- | ----- | ------- | ------- | ------- | ------- |
| Единицы                        | человек | %     | человек | %       | человек | %       |
| Население                      | 4802    | 100   | 2411    | 50,2    | 2391    | 49,8    |
| Плотность населения (чел./км²) | 45,7    | 45,7  | 22,9    | 22,9    | 22,7    | 22,7    |

## Сельские округа
1. Чапле
2. Нова-Весь-Гродзиска
3. Нове-Лонки
4. Пельгжимка
5. Пробощув
6. Сендзимирув
7. Твардоцице
8. Войцешин
9. Ястшембник

## Соседние гмины
1. Гмина Львувек-Слёнски
2. Гмина Свежава
3. Гмина Варта-Болеславецка
4. Гмина Влень
5. Гмина Загродно
6. Гмина Злоторыя